# Нора (приток Волги)
Нора́ — река, впадающая справа в Волгу (Горьковское водохранилище) в посёлке Норское, на северной окраине Ярославля. В средневековье называлась Нижней Норкой. Название, видимо, связано с глубоким оврагом, по которому протекает речка.
Истоки Норы — ручьи, текущие от деревень Калинино и Ямино Ярославского района, к северо-западу от Норского, а также из берёзового заболоченного леса, расположенного на юго-западе от этих деревень. После их соединения Нора течёт по вытянутой впадине, понижающейся на юго-восток, по направлению к Норскому. Проходя между деревнями Порошино и Петелино, Нора затем сворачивает на восток для того, чтобы оставить справа деревню Ченцы, после чего снова течёт на юго-восток, постепенно сближаясь с автомобильной трассой Р151 Рыбинск — Ярославль. Оставив справа Красную Горку, Нора достигает границы Ярославля, после чего течёт вдоль территории садоводческого товарищества «Текстильщик-2», потом пересекает Ленинградское шоссе и Тутаевское шоссе и сворачивает на северо-восток, сразу уходя в большой овраг. В этом овраге, имеющем террасы, течёт до своего впадения в Волгу, где, после прохождения под Норским мостом, ширина её русла достигает уже свыше 10 метров. Почти везде, за исключением подтопленной части нижнего русла, имеет небольшую глубину, позволяющую перейти её вброд.
Нору пересекают 3 автодорожных моста: два небольших — трасса из Ярославля в Рыбинск — Ленинградское шоссе и Большая Норская улица (фактически конец Тутаевского шоссе) — в среднем течении, где она фактически является большим ручьём, и один Норский мост — недалеко от её устья (дорога, связывающая Норский посад с центральной частью Норского). Последний построен в конце 1960-х — начале 1970-х годов, после того, как старый был смыт в обильное половодье. Кроме этого, в нескольких местах в своём верхнем течении Нора проходит под дорогами по трубам. В нижнем течении в овраге рядом с Норой, на одной из террас проходит резервная одноколейная железнодорожная ветка, идущая от станции Тенино, которую иногда инженерные войска соединяют понтонным мостом через Волгу с такой же веткой в Дудкино.
До революции на обеих сторонах оврага при впадении Норы в Волгу были построены церкви Успения и Троицы, составляющие единое архитектурное украшение Норского. На левом берегу у устья Норы до 1980-х годов была скважина с солёным минеральным источником, бьющим круглый год.
Террасы в овраге интенсивно используются местными жителями: более высокие — для выращивания картофеля, низкие затопляемые в половодье — как место выпаса скота. Много растёт деревьев (тополя, берёзы, сосны, ели, ивы). Под ними, а также на склонах среди травы попадается земляника.
На качественный состав воды в реке сильное отрицательное влияние оказывает городская свалка твёрдых бытовых отходов «Скоково». Стоки со свалки, пройдя нефтеловушку, впадают в Нору. Эти стоки практически не подвергаются очистке от тяжёлых металлов, органических и микробиологических загрязнений. Сама река Нора впадает в Волгу выше Северного городского водозабора Ярославля, что создает потенциальную опасность загрязнения питьевой воды для города.